# Andrieskerk (Amerongen)

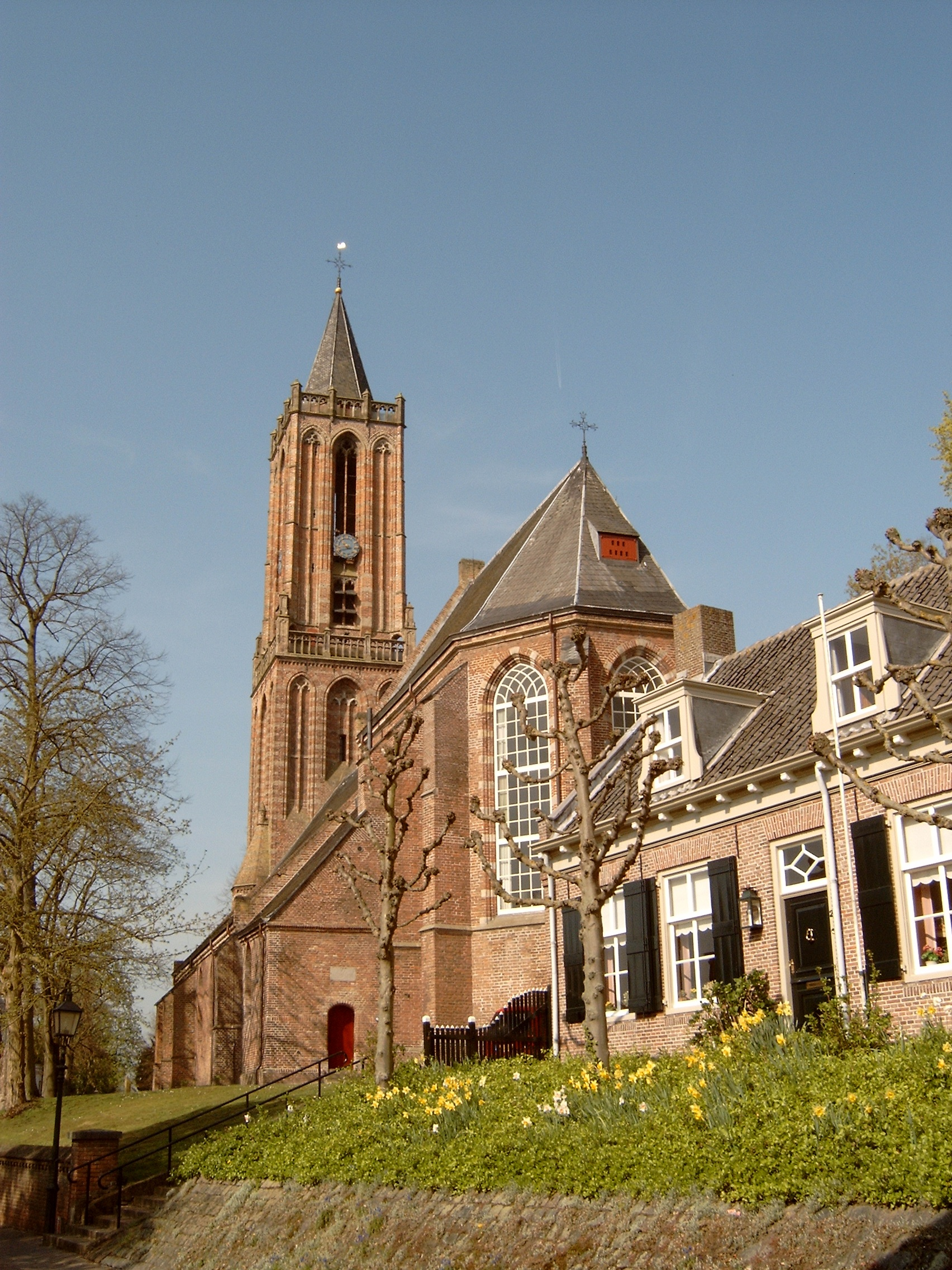
Andrieskerk (Amerongen)

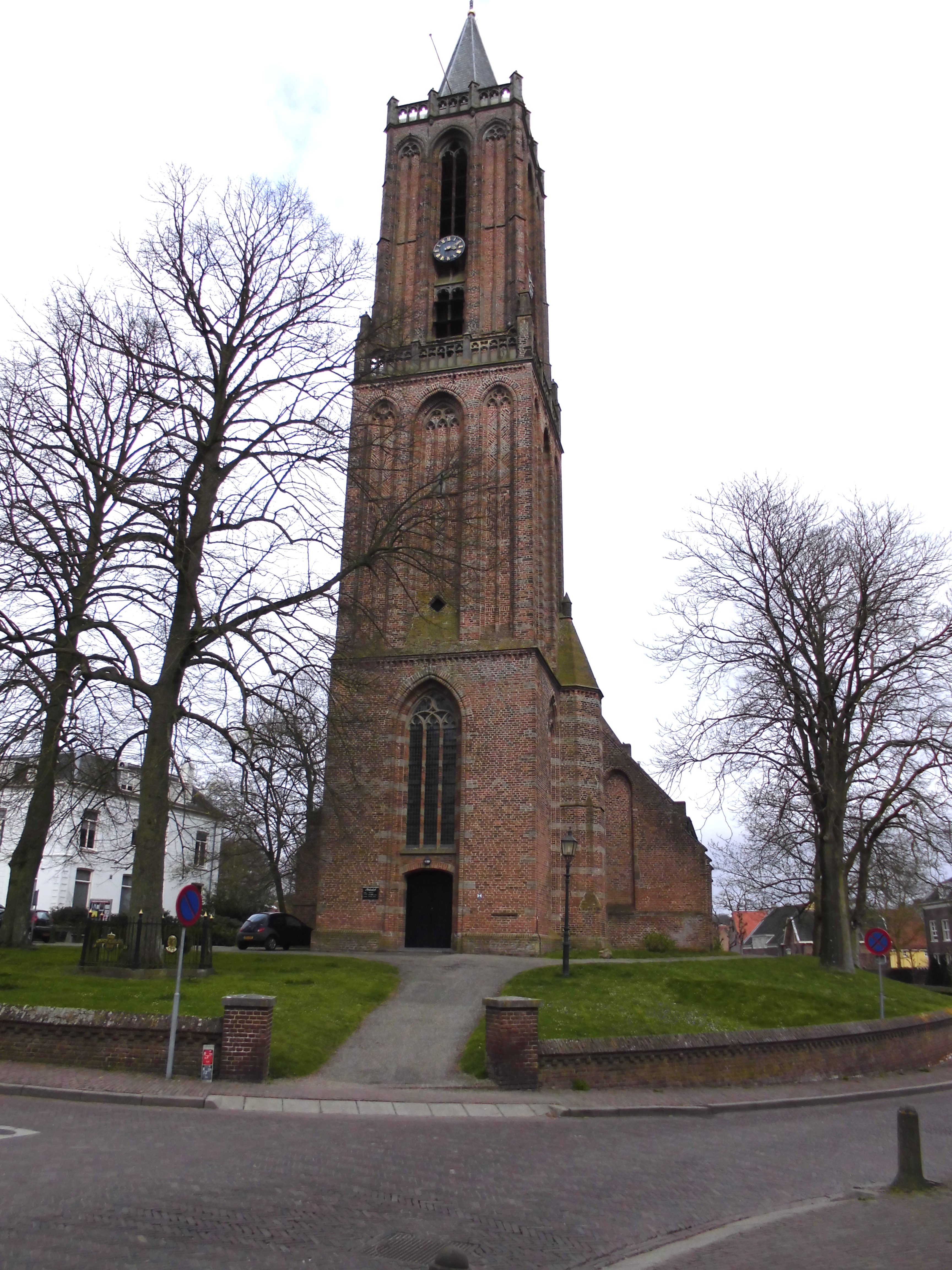
Westansicht

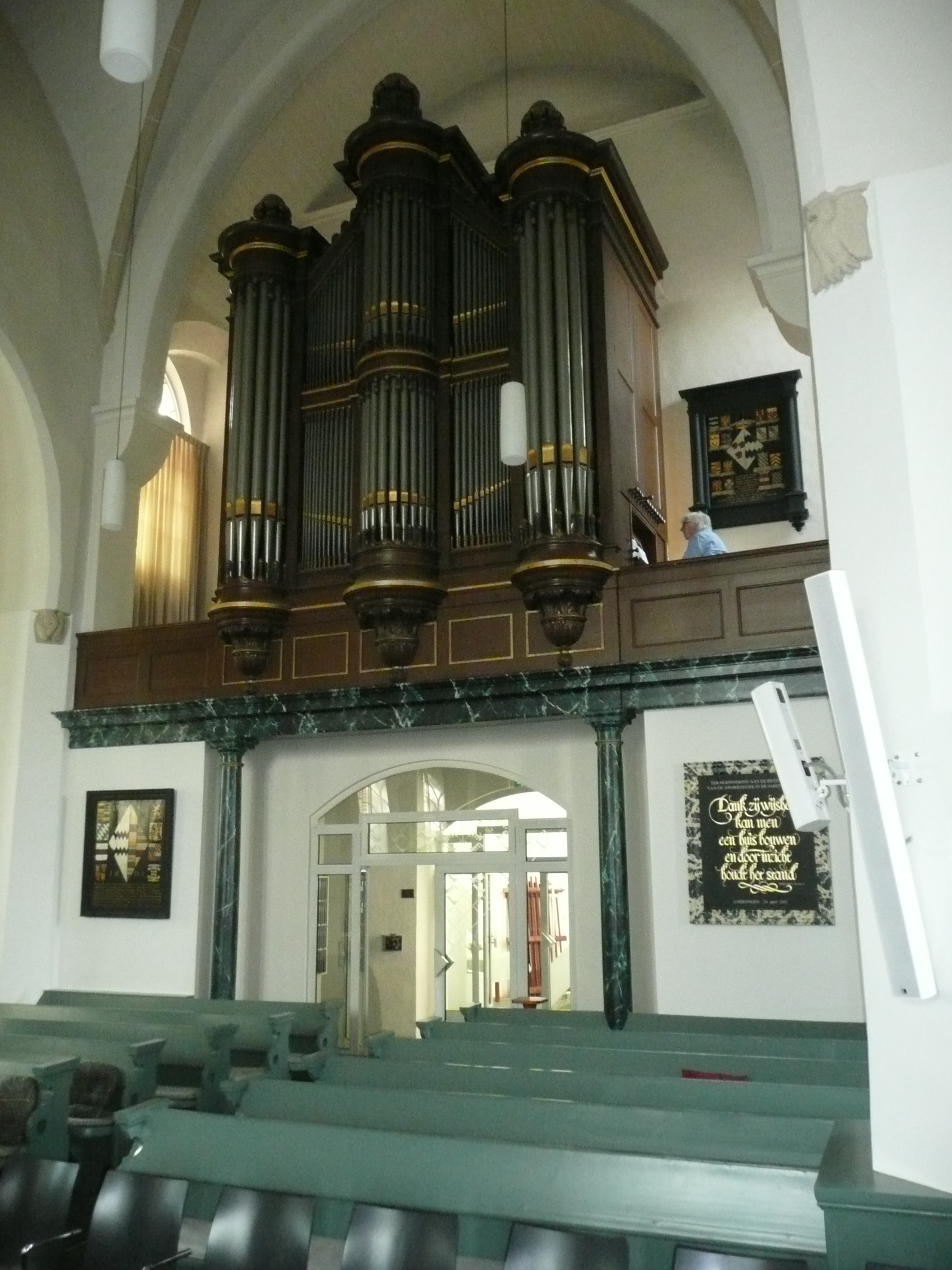
Orgel

Die Andreaskirche (niederländisch Sint-Andrieskerk) ist eine spätgotische Kirche in Amerongen (Gemeinde Utrechtse Heuvelrug) in den Niederlanden. Sie gehört zur Protestantischen Kirche in den Niederlanden und ist als Kulturdenkmal registriert.

## Geschichte und Architektur
Gegen Ende des 13. Jahrhunderts wurde mit dem Bau einer Hallenkirche aus Tuffstein begonnen. An der Nordseite befand sich ein Anbau, der als Sakristei diente. Der Turm wurde ebenfalls aus Tuffstein gebaut. Nach 1450 wurde die romanische Kirche im spätgotischen Stil mit Backsteinen zu einer zweischiffigen Pseudobasilika erweitert, die von einem hölzernen Tonnengewölbe bedeckt ist. Der 55 Meter hohe Turm wurde 1527 in Anlehnung an den Turm des Utrechter Doms erbaut. Ein sehr ähnlicher Turm wurde in Eemnes-Buiten gebaut. Im siebzehnten Jahrhundert wurde an der Südseite eine Kapelle angebaut.
Die Andreaskirche wurde im Laufe der Jahrhunderte Opfer von Kriegshandlungen. In den Jahren 1584–1585 fand die Schlacht bei Amerongen zwischen staatlichen und spanischen Truppen statt. Dabei wurde die Andrieskerk schwer beschädigt.
In den Jahren 1672–1673 überfiel der französische König Ludwig XIV. das Land und verbrannte und zerstörte auch das Schloss Amerongen und die Andreaskirche einschließlich der Inneneinrichtung (mit der Kanzel, dem Taufgeländer, den Kirchenbänken und den Lettner). Die Restaurierung der Kirche wurde 1684 abgeschlossen.
Auch in der Franzosenzeit, insbesondere 1795, litt die Kirche stark unter der Einquartierung in der Kirche. Die Engländer, die Hessen und die Franzosen wurden nacheinander dort untergebracht und trugen alle zur Zerstörung bei.
Im Jahr 1884 begann eine umfassende Restaurierung, bei der das hölzerne Tonnengewölbe des Kirchenschiffs entfernt wurde; ein Kreuzrippengewölbe wurde hinzugefügt und verputzt. Die Kanzel wurde neu aufgestellt und für den Grafen Van Aldenburg Bentinck, der seit 1879 auf Schloss Amerongen lebte, wurde eine eigene Herrschaftsloge gebaut.
Im Jahr 2018 wurde das Innere der Kirche grundlegend umgebaut, damit das Gebäude auch für andere Aktivitäten als Gottesdienste genutzt werden kann. Die Kirchenbänke wurden durch Stühle ersetzt. Ein Innenumbau aus dem Jahr 1990 wurde weitgehend rückgängig gemacht und ein höherer und breiterer Eingang vom Turm aus hinzugefügt.

## Inneres
In der Kirche befindet sich ein Denkmal für Frederik Christiaan van Reede (1668–1719), Gouverneur der Stadt Sluis in Zeeuws Vlaanderen.
Seit 1862 verfügt die Kirche über eine von Christian Gottlieb Friedrich Witte gebaute Orgel. Sie erfuhr nur geringe Änderungen im Jahr 1921 und hat nach einer Restaurierung durch Flentrop Orgelbouw im Jahr 1998 gegenwärtig 17 Register auf zwei Manualen und Pedal.

## Nutzung
Die Kirche ist Eigentum der evangelischen Gemeinde Amerongen-Overberg. Der Turm ist, wie es seit der Franzosenzeit üblich ist, Eigentum der Stadtbürgerschaft.
Neben der Kirche befindet sich ein Herrenhaus, das als Pfarrhaus genutzt wird. Vor der Kirche stehen eine alte Wasserpumpe und der Wilhelmina-Baum, der 1898 zu Ehren der Thronbesteigung von Königin Wilhelmina gepflanzt wurde.